# Championnats d'Asie de cyclisme 2005
Navigation
Championnats d'Asie 2004 Championnats d'Asie 2006
Les Championnats d'Asie de cyclisme 2005 se sont déroulés du 11 au 18 décembre 2005 à Ludhiana en Inde.

## Résultats des championnats sur route

### Épreuves masculines
| Épreuves         | Or                          | Argent              | Bronze                        |
| ---------------- | --------------------------- | ------------------- | ----------------------------- |
| Course en ligne  | Joo Hyun-wook Corée du Sud  | Omar Hasanin Syrie  | Dmitriy Gruzdev Kazakhstan    |
| Contre-la-montre | Youm Jung-hwan Corée du Sud | Hossein Askari Iran | Vladimir Tuychiev Ouzbékistan |

### Épreuves féminines
| Épreuves         | Or                     | Argent                    | Bronze                       |
| ---------------- | ---------------------- | ------------------------- | ---------------------------- |
| Course en ligne  | You Jin-a Corée du Sud | Ni Fenghan Chine          | Uyun Muzizah Indonésie       |
| Contre-la-montre | Li Meifang Chine       | Han Song-hee Corée du Sud | Huang Ho-hsun Taipei chinois |

## Résultats des championnats sur piste

### Épreuves masculines
| Épreuves               | Or                                                                  | Argent                                                       | Bronze                                                           |
| ---------------------- | ------------------------------------------------------------------- | ------------------------------------------------------------ | ---------------------------------------------------------------- |
| Keirin                 | Cho Ho-sung Corée du Sud                                            | Tsubasa Kitatsuru Japon                                      | Zhang Lei Chine                                                  |
| Vitesse individuelle   | Tsubasa Kitatsuru Japon                                             | Zhang Lei Chine                                              | Gao Yahui Chine                                                  |
| Vitesse par équipes    | Chine Zhang Lei Feng Yong Gao Yahui                                 | Corée du Sud Jeon Yeong-gyu Kim Chi-bum Cho Ho-sung          | Malaisie Junaidi Nasir Mohd Rizal Tisin Mohd Hafiz Sufian        |
| Poursuite individuelle | Jang Sun-jae Corée du Sud                                           | Alexey Lyalko Kazakhstan                                     | Joo Hyun-wook Corée du Sud                                       |
| Poursuite par équipes  | Corée du Sud Jang Sun-jae Park Sung-baek Cho Hyun-ok Youm Jung-hwan | Iran Mehdi Sohrabi Amir Zargari Hossein Askari Alireza Haghi | Japon Tadashi Iijima Makoto Iijima Taiji Nishitani Kazuhiro Mori |
| Course aux points      | Alexey Lyalko Kazakhstan                                            | Youm Jung-hwan Corée du Sud                                  | Makoto Iijima Japon                                              |
| Scratch                | You Tae-bok Corée du Sud                                            | Kazuhiro Mori Japon                                          | Alexey Zaitsev Kazakhstan                                        |
| Course à élimination   | Park Sung-baek Corée du Sud                                         | Alexey Lyalko Kazakhstan                                     | Im Byung-hyun Corée du Sud                                       |

### Épreuves féminines
| Épreuves               | Or                                                           | Argent                                                       | Bronze                                                  |
| ---------------------- | ------------------------------------------------------------ | ------------------------------------------------------------ | ------------------------------------------------------- |
| Vitesse individuelle   | Zhang Lei Chine                                              | Gao Yawei Chine                                              | Gu Hyon-jin Corée du Sud                                |
| Vitesse par équipes    | Chine Zhang Lei Gao Yawei Gong Jinjie                        | Corée du Sud Gu Hyon-jin You Jin-a Kim Soo-hyun              | Taipei chinois Hsiao Mei-yu Lan Hsiao-yun Huang Ho-hsun |
| Poursuite individuelle | Liu Yongli Chine                                             | Han Song-hee Corée du Sud                                    | Gu Sun-geun Corée du Sud                                |
| Poursuite par équipes  | Corée du Sud Kim Soo-hyun You Jin-a Gu Sun-geun Han Song-hee | Inde Rameshwori Devi N. Chaoba Devi V. Rejani Kulwinder Kaur | Non décerné                                             |
| Course aux points      | Gu Sun-geun Corée du Sud                                     | Mayuko Hagiwara Japon                                        | Noor Azian Alias Malaisie                               |
| Scratch                | Kim Soo-hyun Corée du Sud                                    | Hsiao Mei-yu Taipei chinois                                  | Noor Azian Alias Malaisie                               |

## Référence
- (en) Cet article est partiellement ou en totalité issu de l’article de Wikipédia en anglais intitulé « 2005 Asian Cycling Championships » (voir la liste des auteurs).